# Julieta Ballvé
Julieta Ballvé Pavlovsky fue una productora teatral argentina, nació en la provincia de Mendoza el 20 de julio de 1920 y falleció en la ciudad de Buenos Aires el 28 de marzo de 1994 a los 73 años.
Descendiente de una tradicional familia patricia porteña, era hija del médico Julián Ballvé y de la escritora Maria Luisa Pavlovsky, donde se formó en una familia de intelectuales.
Estando en París en los años 50, integró el equipo administrativo del ballet del Marqués de Cuevas, donde aprendió los secretos de la producción de espectáculos.
De nuevo en Argentina, fundó el Teatro del bajo y los Teatros de San Telmo, donde nacieron importantes actores de fama nacional.
Sus restos yacen en el memorial de Pilar.
- Datos: Q5954852